# Проезд Михаила Бабикова
Проезд Михаила Бабикова — проезд в Первомайском округе города Мурманска. Район расположения проезда — бывший поселок Южное Нагорное, один из старейших микрорайонов города, полностью перестроенный в 70—80-х годах XX века.
Проезд Михаила Бабикова начинается от перекрёстка с улицей Капитана Копытова. Направление проезда с северо-востока на юго-запад, параллельно Кольскому проспекту. Проезд полого поднимается вдоль русла безымянного ручья, вытекающего из озера Глубокого. Оканчивается около озера, по дамбе которого проезд Михаила Бабикова соединён пешеходной дорожкой с улицей Крупской. Одна из самых южных улиц в городе, за жилыми домами проходит граница Мурманска и города Кола. Длина проезда около 0,7 км.
Проезд возник в 1970-х годах при строительстве 311-го микрорайона города. Получил название проезд им. М. Бабикова 1 октября 1982 года в честь советского пограничника Михаила Васильевича Бабикова, героически погибшего в Мурманской области в годы Великой Отечественной войны. Долгое время помимо официального названия также используется название улица Бабикова в том числе в официальных документах и на аншлагах и картах. 9 июня 2014 постановлением администрации города Мурманска официально утверждено название — проезд Михаила Бабикова.
Застройка проезда Михаила Бабикова типичная для Мурманска 70-х — 80-х годов XX века. Жилые дома панельные, в основном девятиэтажные. Около 15 многоквартирных домов расположены по северо-западной стороне проезда. На юго-восточной стороне проезда практически на всем протяжении расположился учебный центр Мурманского пограничного отряда. На территории учебного центра действует открытый в 2006 году Введенский храм Русской православной церкви. В здании № 13 со строительством квартала открыт продуктовый магазин, работающий там и поныне.
На доме № 9 19 октября 1984 года была открыта мемориальная доска М. В. Бабикову, 14 сентября 2006 года она была обновлена (автор и первой и второй памятной доски мурманский скульптор Александр Геннадьевич Арсентьев). В доме № 8 открыт филиал библиотеки.
Общественный транспорт по улице не ходит. Ближайшие автобусные и троллейбусные остановки находятся на улицах Капитана Копытова и Крупской. На 2021 год на остановке «Улица Крупской» останавливаются автобусы городских маршрутов № 5, 19, 27, 51, 53 и пригородных № 104 и № 117 до посёлков Шонгуй и Молочный соответственно; на остановке «Улица Капитана Копытова» в дополнение к вышеперечисленным автобусным маршрутам добавляются № 10 и № 10А, а также троллейбусные № 6 и № 10.